# Галюцинація
Галюцина́ція — несправжні сприйняття та переконання, коли реального об'єкта в цей час немає. Так само як ілюзії, вони пов'язані з аналізаторами кори головного мозку і бувають слуховими, зоровими, нюховими, смаковими і тактильними.
Галюцинації можуть бути відносно простими, коли хворий, наприклад, у зовсім порожній кімнаті бачить фігури людей або чує голоси, і складними, коли сприймаються цілі сцени.